# Niphosaperda rondoni
Niphosaperda rondoni är en skalbaggsart som beskrevs av Stefan von Breuning 1963. Niphosaperda rondoni ingår i släktet Niphosaperda och familjen långhorningar.
Artens utbredningsområde är Laos. Inga underarter finns listade i Catalogue of Life.